# Elisabetta Keller
Elisabetta Keller (Monza, 1891 – San Francisco, 1969) è stata una pittrice svizzera nata in Italia.

## Biografia
Figlia di Robert Keller, industriale di Zurigo e collezionista amante della fotografia e della pittura, e di Susanne Roux, figlia di Gustave Roux, pittore e illustratore ginevrino. A Monza, dove è nata e dove trascorre la gioventù, conosce il già celebre pittore Pompeo Mariani, che a Villa Keller aveva il proprio studio (dal 1886 al 1907) e che le consiglia di dedicarsi al disegno e alla pittura sotto la guida dell'amico Stefano Bersani (1872-1914). La giovane riceve così una formazione "classica" e si impadronisce delle varie tecniche, dedicandosi però con particolare predilezione al ritratto a pastello, senza trascurare comunque la pittura ad olio, il paesaggio e la natura morta. Elisabetta Keller si sposò nel 1915 con Giovanni Battista Pitscheider, pronipote del pittore Mosè Bianchi e nipote del pittore Pompeo Mariani. Ha due figli, Benedetta Pitscheider (1916-2003) e Umberto Pitscheider (1918-2013).
Elisabetta Keller, lascerà la sua grande villa di Monza, per trasferirsi a dipingere a Milano, prima nello studio di Via Rugabella 11 e in seguito, nel 1928 nel suo nuovo atelier di Viale Beatrice d'Este 17, luogo dove dipingerà i suoi quadri più importanti, trovando ispirazione e condivisione artistica con il poeta milanese Delio Tessa anch'egli residente nello stesso stabile costruito proprio in quegli anni.
Esordisce nel 1920 alla Biennale di Brera con il pastello Ritratto di Delio Tessa e, in seguito, partecipa a tutte le analoghe esposizioni indette dall'Accademia di Brera. In quegli anni apre un atelier a Milano, dividendo uno spazio con Fortunato Rosti che era un avvocato collega di studio di Delio Tessa, ma che si era dedicato soprattutto alla pittura. Alla Mostra del ritratto femminile, una collettiva nazionale tenutasi alla Villa Reale di Monza nel 1924, espone il Ritratto della marchesa Ratti Persichetti Ugolini. Nell'inverno del 1925 propone un'ampia personale a Roma, alla Casa d'arte Palazzi.
Alla Mostra del pastello, collettiva nazionale organizzata nel 1927 alla Galleria Pesaro di Milano, è presente con il delicato Ritratto del bimbo Mario Maiocchi, mentre alla prima Mostra Femminile d'Arte allestita al Castello Sforzesco di Milano nel 1930 espone un nutrito gruppo di quadri. Partecipa anche ad un paio di mostre del Sindacato interprovinciale fascista di belle arti (nel 1935 e, con il paesaggio Inverigo, nel 1941).
Numerose anche le sue mostre personali e collettive tanto in Italia che all'estero. Fra queste ultime si possono ricordare soprattutto quelle in Svizzera, a Berna nel 1928 e a Losanna (Galerie Paul Vallotton) nel 1936, quella a Parigi l'anno successivo alla Galleria nazionale del Jeu de Paume con un gruppo di artiste italiane, di nuovo in Svizzera a Neuchâtel (Galerie Léopold Robert) nel 1947 e, dopo il trasferimento temporaneo presso la figlia Benedetta in America, quella a San Francisco (Lucien Labaudt Gallery) nel 1950.
Oltre duecento sono i ritratti da lei eseguiti, molti di personaggi conosciuti. Fra i principali figurano quello di Papa Pio XI Achille Ratti, quelli del Conte e contessa Ratti, del poeta Delio Tessa (che fu suo intimo amico e le dedicherà la famosa poesia Caporetto 1917), della signora Meyer Camperio, della signora Fiammetta Sarfatti, figlia di Margherita Sarfatti, della signora Luisa Sessa Pontiggia, della signora Vittoria Bertoglio Emanuel, del Conte Robert Kramer, dell'ufficiale Federico Zeuner e quello molto grande della figlia del Cavalier Minetti.
Notevole è stato l'impegno della Keller per l'avanzamento professionale femminile; è proprio nella sua casa milanese di viale Beatrice d'Este 17 che si tiene una lunga serie di riunioni che porteranno nel 1928 alla fondazione del primo club italiano del Soroptimist International, di cui è una delle prime 25 socie insieme alla scrittrice Ada Negri e alla compositrice Giulia Recli e di cui nel 1930-1932 diviene la seconda presidente. Sospesa nel 1933 l'attività del club per l'opposizione del fascismo, la Keller collabora con l'Associazione Donne Professioniste e Artiste, di cui successivamente diviene consulente. Dopo la guerra partecipa attivamente alla ricostituzione del Soroptimist milanese (1948).
Muore nel 1969 a San Francisco, in California, dov'era tornata per essere vicino a sua figlia Benedetta.
Commemorazione
Nel 1986 l'Università di Pavia ha organizzato una mostra per celebrare il centenario della nascita del poeta Delio Tessa. In quell'occasione il figlio di Elisabetta Keller, Umberto Pitscheider, ha esposto una ventina di opere della pittrice, fra cui due ritratti del poeta Delio Tessa eseguiti negli anni venti con la tecnica del pastello. Nel 2010, "alcune splendide pitture di Elisabetta Keller" sono state utilizzate per il corposo booklet dell'album dei Sursumcorda La porta dietro la cascata. Il 18 novembre 2012 il Comune di Milano, sulla facciata della casa di viale Beatrice d'Este 17 in cui, oltre alla Keller, hanno abitato anche Delio Tessa e Fiorenzo Tomea, ha apposto una targa in cui si esalta il loro ruolo per la cultura della città. Il 26 febbraio 2014 il club milanese di Soroptimist ha organizzato presso il Circolo della stampa di Milano una "conviviale" in cui è stata tenuta una conferenza commemorativa di Elisabetta Keller..
Nel 2015 nasce a Milano, per volontà del nipote Giovanni Pitscheider, l'Associazione Culturale per la tutela, lo studio, valorizzazione dell'Archivio e dell'Opera di Mosè Bianchi, Pompeo Mariani, Elisabetta Keller. Emanazione dell'Associazione Culturale, sono gli archivi ufficiali degli artisti che dal 2015 hanno un loro sito web dedicato. http://www.archivioelisabettakeller.org/ http://www.archiviopompeomariani.org/ http://www.archiviomosebianchi.org/. 
Nel 2017 Casa Manzoni ha organizzato una mostra in occasione della commemorazione dei 100 anni della prosa di Delio Tessa, Caporetto 1917. L'è el di di Mort, alegher! . L'evento è stato curato da Angelo Stella, Mauro Novelli e Giovanni Pitscheider. Sono state esposte due opere della pittrice, l'autoritratto e il meraviglioso ritratto a pastello che Elisabetta Keller fece al poeta Delio Tessa nel 1920.
Il 6 marzo 2022 l'Archivio Elisabetta Keller ha partecipato all'evento MuseoCity 2022. A Milano, nella splendida cornice dell'atelier di pittura di Elisabetta Keller, si è tenuto un incontro con gli studiosi del comitato scientifico dell'Archivio, tra cui il professor Rodolfo Profumo, uno dei più raffinati conoscitori della pittura lombarda tra XIX e XX secolo, e Giovanni Pitscheider nipote dell'artista e presidente dell'Associazione. È stata raccontata la straordinaria provenienza artistica-culturale della famiglia della pittrice.
Il 23 ottobre 2022 l'Archivio Elisabetta Keller ha partecipato all'edizione autunnale dell'evento inTOUR - MUSEOCITY 2022 con una giornata particolare intitolata “Villa Keller a Monza - Una residenza artistica". Le visite guidate hanno permesso di entrare all’interno di alcuni ambienti dove avvennero gli incontri tra Mosè Bianchi, Pompeo Mariani e la pittrice Elisabetta Keller. Sono state esposte alcune storiche fotografie di fine Ottocento che l'Archivio Pompeo Mariani e l'Archivio Elisabetta Keller custodiscono e si è potuto visitare lo spazio che Pompeo Mariani fece diventare il suo studio di pittura dal 1887 al 1907. Archiviato il 6 novembre 2022 in Internet Archive.

## Esposizioni
- Milano, 1920, Regia Accademia di Brera - Esposizione Nazionale di Belle Arti, Palazzo della Permanente (8 Settembre-7 Novembre) Ritratti eseguiti con la tecnica del pastello.[14]
- Milano, 1923, Regia Accademia di Brera - Esposizione Nazionale d'Arte, Palazzo della Permanente. (Biennale di Brera, Ottobre-Dicembre 1923)
- Milano 1925, Regia Accademia di Brera - Esposizione Nazionale d'Arte, Palazzo della Permanente. (Biennale di Brera, Ottobre-Dicembre 1925)
- Monza, 1924, Mostra Internazionale del Ritratto Femminile organizzata negli spazi della Villa Reale.
- Roma, 1925, Casa d'Arte Palazzi - Mostra personale di Elisabetta Keller. 119 opere esposte (ritratti, paesaggi, pastelli e disegni). Ottimo consenso della critica e del pubblico[15].
- Milano, 1927, Galleria Pesaro, Palazzo Poldi Pezzoli - Mostra: "Il bambino nell'arte"
- Berna, 1928, Saffa Première Exposition Suisse du Travail Féminin.
- Milano, 1930 Castello Sforzesco, è membro della giuria insieme a Mario Sironi e Adolfo Wildt e Lina Aspesani per la prima Mostra d'Arte Pura e Decorativa Femminile. Vi partecipa esponendo quattro opere, vincitrice della medaglia d'oro.
- Milano, 1933, prima mostra indetta dall'Associazione Donne Professioniste e Artiste, alla Galleria Milano; medaglia d'oro del Sindacato interprovinciale di Lombardia.
- Milano, 1935, si tiene un'esposizione personale alla Casa d'Artisti.
- Losanna, 1936, viene allestita una mostra personale alla Galleria Paul Vallotton.
- Milano, 1937, per due anni è consulente della sezione arte dell'Associazione Donne Professioniste e Artiste, organizzando alla Permanente la mostra "Il bimbo nell'arte".
- Parigi, 1937, espone a Parigi alla mostra "Les Femmes Artistes d'Europe" al Musée du Jeu de Paume. La stessa mostra organizzata dall'International Federation of Business and Professional Women verrà allestista a New York al Metropolitan Museum.
- Milano, 1941, mostra personale alla Galleria Nova.
- Neuchâtel, 1947, espone alla Galerie Léopold Robert.
- San Francisco, 1950, espone alla Lucien Labaudt Gallery di San Francisco, in California.
- Milano, 1954, viene allestita una mostra personale alla Galleria d'arte Cairola[16].
- Novara, 1957, Galleria d'Arte La Cruna, mostra personale
- Roma, 1967, al Palazzo delle Esposizioni «IV° Mostra Nazionale d’arte».[17]

Elisabetta Keller è stata anche membro di varie giurie.

## Scritti critici
- Elisabetta Keller, "Problemi d'arte", in Emporium 78 (1935).
- Elisabetta Keller e Renzo Sacchetti, "Medaglione lombardo" (1942: 1º agosto, fascicolo), in Milano, rivista mensile del Comune.
- La pittrice Elisabetta Keller (1891-1969), tra Naturalismo lombardo e modernità - Tesi di laurea di Lina Azzinnari - Università degli Studi di Milano. Facoltà di Studi Umanistici. Dipartimento di Beni Culturali e Ambientali Corso di Laurea Magistrale in Storia e Critica dell’Arte -Relatore: Chiar.mo prof. Antonello Negri. Correlatore: Chiar.mo prof. Paolo Rusconi - Anno Accademico 2014/2015
- Casa Manzoni. Centro Nazionale studi Manzoniani - Delio Tessa Caporetto 1917. La pittrice e il poeta della bella Milano. Elisabetta Keller e Delio Tessa sullo sfondo di una città in mutamento. Saggio a cura di Paolo Lunardi Versienti. Pubblicato nel 2017. Collaborazione scientifica di Giovanni Pitscheider Archivio Elisabetta Keller, Milano.
- Soroptimiste. Colte, impegnate, generose: donne nella Milano del '900. Curatela di Mariagiovanna Sami e Letizia Vergnano Pecorella. Arti figurative. Edizione Enciclopedia delle donne © 2018. Collaborazione scientifica di Giovanni Pitscheider Archivio Elisabetta Keller, Milano.
- Von Alpenblumen und Menchen. Botanik-Touristen im Walliser Saastal. Margrit Wyder © 2018. (Margrit Wyder, Dr. UZH United Herbaria Z+ZT Scientific Assistant Universität und ETH Zürich) Verlag Rotten Verlag ASG Visp. ISNB 978-3-906118-89-5
- Una rete di donne nel mondo. Soroptimist International, un secolo di storia (1921-2021) di Anna Maria Isastia. Edizioni di Storia e Letteratura. Marzo 2021